# Ejército de Pomerania
El Ejército de Pomerania o Ejército Pomorze (en polaco: Armia Pomorze) fue uno de los ejércitos polacos que lucharon durante la invasión alemana de 1939 al inicio de la Segunda Guerra Mundial.

## Misión
Creado el 23 de marzo de 1939, el Ejército tenía como misión defender las ciudades de Torún y Bydgoszcz y retrasar lo máximo posible el avance alemán por el Corredor Polaco.

## Historia
El Ejército de Pomorze sufrió graves pérdidas durante la batalla del bosque de Tuchola (del 1 al 5 de septiembre), perdiendo casi la tercera parte de sus fuerzas. Se retiró hacia Varsovia el 6 de septiembre, siendo sus unidades integradas en el Ejército de Poznan, tomando parte en la batalla de Bzura (del 9 al 20 de septiembre), en donde se rindieron.

## Organización
El Ejército estaba comandado por el general Władysław Bortnowski; su jefe de Estado Mayor era el coronel Ignacy Izdebski.
Estaba formado por 5 divisiones de infantería (4, 9, 15, 16 y 27), 2 brigadas de Defensa Nacional (Milicias Pomorska y Chelmska) y 1 brigada de caballería (Pomorska) principalmente. Se organizó dentro de ella el Grupo Operacional Este (general Mikolaj Boltuc) con las divisiones 4 y 16 y el Grupo Operacional Czersk (general de brigada Stanisław Grzmot-Skotnicki) con la brigada de caballería Pomorska y unidades independientes.
Como apoyo aéreo tenía la 141ª y 142ª escuadrillas de caza (con 10 PZL P.11c cada una), la 42ª escuadrilla de ataque (con 10 PZL P.23B y 1 RWD 8 ), la 43.ª y 56.as{{{2}}} escuadrillas de reconocimiento (con 7 R.XIIID, 7 R.XIIIC y D y 4 RWD 8 en total), la 7º y 8º sección de enlace (con 3 RWD 8 cada una) y 2 PZL P.11c y 1 RWD 8 de la III División de caza.

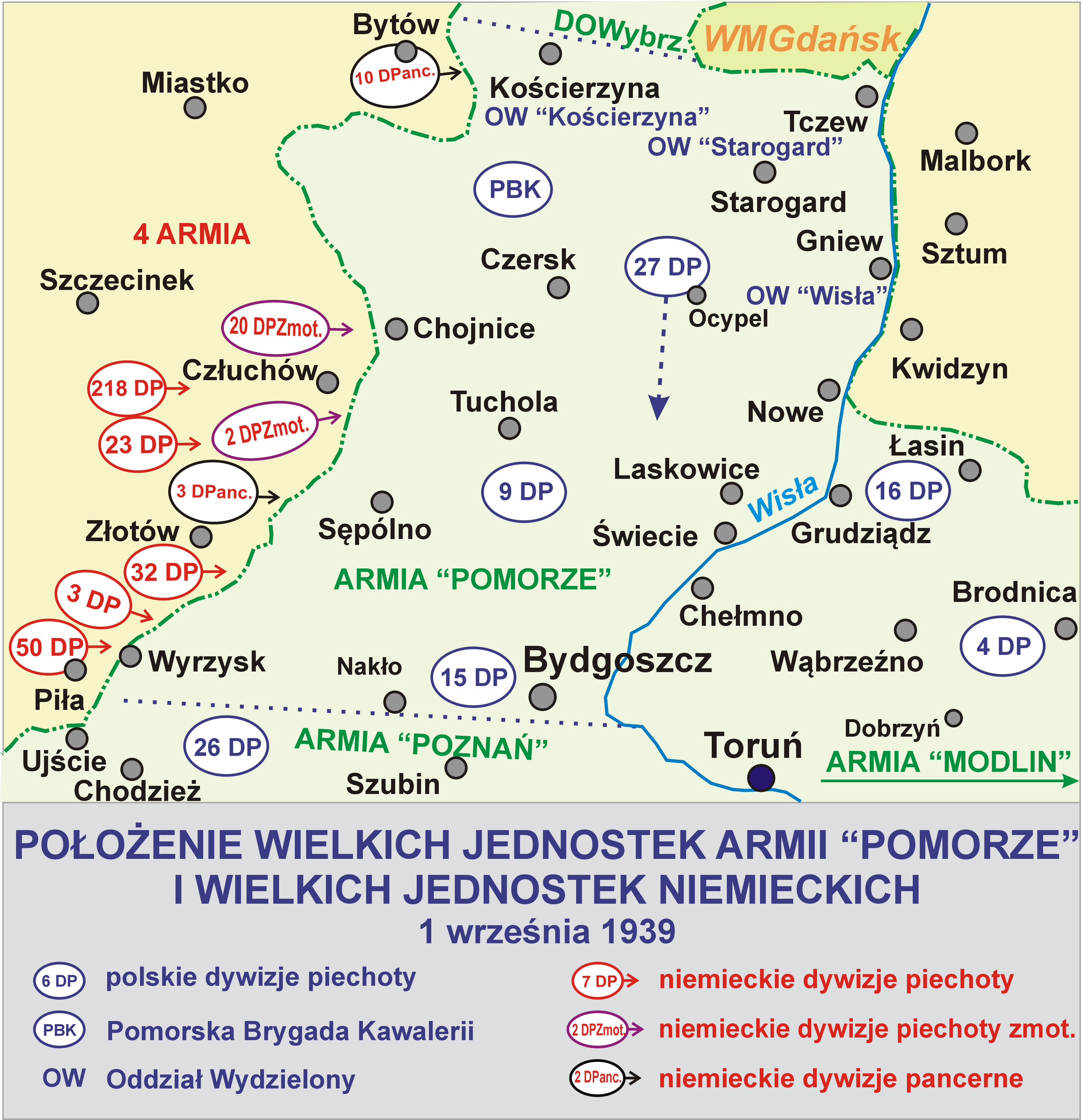
Situación del Ejército de Pomerania el 1 de septiembre de 1939